# Middle of the Road

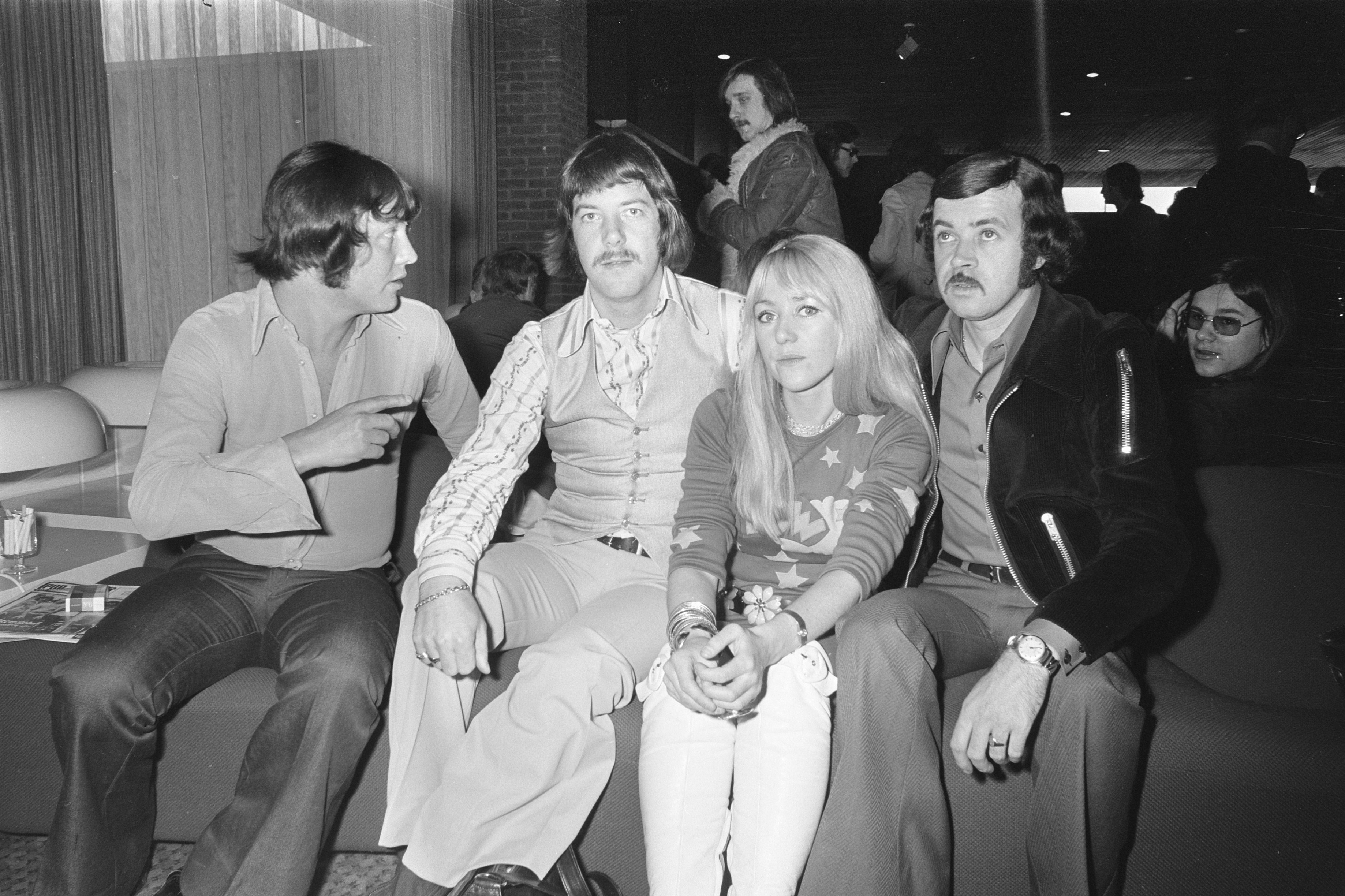
Middle of the Road (1972)

Middle of the Road ist eine schottische Band, die vor allem in der ersten Hälfte der 1970er Jahre mit einprägsamen Popsongs in Europa erfolgreich war. Einer der bekanntesten Titel ist Chirpy Chirpy Cheep Cheep aus dem Jahr 1970.

## Geschichte
Leadsängerin Sally Carr (* 28. März 1945), Schlagzeuger Ken Andrew (* 28. August 1947), Gitarrist Ian Lewis Campbell (bürgerlich Ian McCredie, * 15. Juli 1948) und am Bass dessen Bruder Eric Lewis Campbell (bürgerlich Eric McCredie, * 17. Juli 1945; † 6. Oktober 2007) aus Glasgow gründeten die Band am 1. April 1970. Zuvor spielten sie im Jahr 1967 als Karen and the Sofisticats, ab 1968 als Part Three und danach in lateinamerikanischer Aufmachung als Los Caracas zusammen.
Da sie in ihrer Heimat Schottland ebenso wie in England keinen Erfolg hatte, siedelte die Gruppe 1970 nach Italien um. Dort traf sie auf den Musikproduzenten Giacomo Tosti, welcher der Band den markanten Sound verpasste und ihr zum internationalen Durchbruch verhalf.
Im April 1971 hatte die Band ihren ersten Welthit mit Chirpy Chirpy Cheep Cheep, der ein Popklassiker der 1970er Jahre wurde. Bevor Autor Lally Stott den Song Middle of the Road überließ und zu deren Version auch Backgroundvocals beisteuerte, hatte er bereits seine eigene Aufnahme in Italien und Australien veröffentlicht, wo sie im Juni 1971 die Spitzenposition der Singlecharts erreichte.

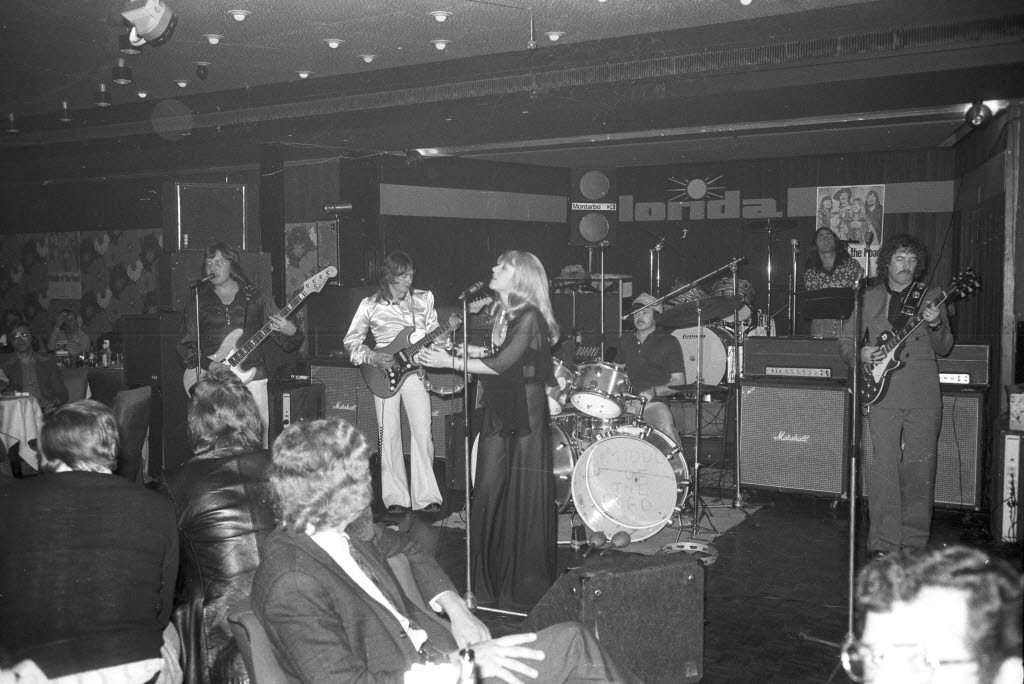
Middle of the Road (1975)

Es folgten bis 1973 neun weitere Hitparaden-Platzierungen mit Tweedle Dee Tweedle Dum, Soley Soley (1971), Sacramento, Samson and Delilah, Bottoms Up (1972), Kailakee Kailako, Yellow Boomerang, Samba d'Amour und Honey No (1973). Im Jahr 1974 schloss sich der Gitarrist Neil Henderson (* 11. Februar 1953), ebenfalls aus Glasgow und vormals bei den Bay City Rollers, der Gruppe an, die Verkaufszahlen früherer Jahre wurden jedoch nicht mehr erreicht. 1977 verließ Carr die Band, um eine Solokarriere zu starten, 1978 folgte der Ausstieg von Ken Andrew. Linda Carroll ersetzte 1978 Carr auf dem Gesangsposten. Noch im selben Jahr löste sich die Band auf, um sich in den 1980er Jahren zu vereinzelten Plattenaufnahmen und TV-Auftritten wiederzuvereinen, wobei auch Ian McCredies Sohn Stuart (Gitarre, Schlagzeug, Programming, Gesang) zu ersten Einsätzen kam. 1987 entstand das Album Today in der Besetzung Ian McCredie, Stuart McCredie, Eric McCredie, Lorraine Fehlberg (Gesang) und Peter Wesselmecking (Keyboards).
1991 kam es zur Neugründung der Band um Sally Carr und Ken Andrew. 1994 folgte die Middle-of-the-Road-Reinkarnation von Ian McCredie, der seitdem die Rechte am Bandnamen für sich beansprucht. Ergänzt wurde er um Stuart McCredie, Lorraine Fehlberg und den Gitarristen Jim Keilt. Diese Formation veröffentlichte noch im selben Jahr das Album A New Chapter. Lorraine Fehlberg wurde im Oktober 2001 durch Lorna Bannon-Osborne ersetzt, die seitdem die Frontfrau von Middle of the Road feat. Ian McCredie ist. Seit 2006 agiert Stephan Ebn als Schlagzeuger der McCredie-Formation, während Jim Keilt in dieser Zeit die Band verließ. Am 6. Oktober 2007 starb der frühere Bassist Eric McCredie.
Middle of the Road feat. Sally Carr trat in den 2000er Jahren in der Formation Sally Carr, Kenny McKay (Gitarre, Gesang), Shug Devlin (Keyboards), Stewart McEwan (Bass) und Ken Andrew auf. 2006 wurde Stewart McEwan nach vier gemeinsamen Jahren durch Jacek Jan Komiago ersetzt.

## Diskografie
Studioalben

| Jahr | Titel                     | Höchstplatzierung, Gesamtwochen, AuszeichnungChartplatzierungen (Jahr, Titel, Platzierungen, Wochen, Auszeichnungen, Anmerkungen) | Höchstplatzierung, Gesamtwochen, AuszeichnungChartplatzierungen (Jahr, Titel, Platzierungen, Wochen, Auszeichnungen, Anmerkungen) | Höchstplatzierung, Gesamtwochen, AuszeichnungChartplatzierungen (Jahr, Titel, Platzierungen, Wochen, Auszeichnungen, Anmerkungen) | Höchstplatzierung, Gesamtwochen, AuszeichnungChartplatzierungen (Jahr, Titel, Platzierungen, Wochen, Auszeichnungen, Anmerkungen) | Höchstplatzierung, Gesamtwochen, AuszeichnungChartplatzierungen (Jahr, Titel, Platzierungen, Wochen, Auszeichnungen, Anmerkungen) | Anmerkungen                         |
| Jahr | Titel                     | DE | AT | CH | UK | NO | Anmerkungen                         |
| ---- | ------------------------- | --- | --- | --- | --- | --- | ----------------------------------- |
| 1971 | Chirpy Chirpy Cheep Cheep | — | — | — | — | NO3 (22 Wo.)NO | Erstveröffentlichung: Juli 1971     |
| 1972 | Acceleration              | DE13 (7 Wo.)DE | — | — | — | NO2 (27 Wo.)NO | Erstveröffentlichung: Januar 1972   |
| 1973 | Drive On                  | DE48 (1 Wo.)DE | — | — | — | — | Erstveröffentlichung: Mai 1973      |
| 1973 | Music Music               | DE45 (1 Wo.)DE | — | — | — | — | Erstveröffentlichung: November 1973 |

grau schraffiert: keine Chartdaten aus diesem Jahr verfügbar
Weitere Studioalben
- 1971: Sacramento
- 1974: Postcard
- 1974: You Pays Yer Money and You Takes Yer Chance
- 1975: Dice
- 1976: Black Gold
- 1976: Flying High
- 1981: Something Old Something New
- 1982: Gold
- 1987: Today
- 1989: Starke Zeiten
- 1994: A New Chapter

## Auszeichnungen
- 1972 Silberner Bravo Otto